# Stelios Īliadīs
Stelios Īliadīs (in greco Στέλιος Ηλιάδης?; Salonicco, 3 giugno 1986) è un ex calciatore greco, di ruolo centrocampista.

## Carriera

### Club
Ha giocato nella prima divisione greca.

### Nazionale
Ha giocato nelle nazionali giovanili greche Under-19 ed Under-21.